# Diplocephalus foraminifer
Diplocephalus foraminifer är en spindelart som först beskrevs av Octavius Pickard-Cambridge 1875.
Diplocephalus foraminifer ingår i släktet Diplocephalus och familjen täckvävarspindlar. Utöver nominatformen finns också underarten Diplocephalus foraminifer thyrsiger.